# Laslea (gmina)
Laslea – gmina w Rumunii, w okręgu Sybin. Obejmuje miejscowości Florești, Laslea, Mălâncrav, Nou Săsesc i Roandola. W 2011 roku liczyła 3327 mieszkańców.